# ハム音
ハム音（ハムおん）またはハムノイズ（単にハムとも）とは、電源周波数に準じた低い「ブーン」という雑音のこと。
- 一般に正弦波に近い倍音の少ないものをハムと称する。
- 倍音を含んだノイズはバズ音と称する。

英単語のHumに由来し、ノイズ（雑音）とした場合には、主に2通りの意味がある。
1. 機械類の動作に伴って聞こえる低周波の音。
2. ラジオやアンプスピーカーなど音を出すための機器から、音声に混じって聞こえる。本項で主に述べる。

- 語感から、スピーカーから出力された音がマイクロフォンに拾われ、無制限に拡大されて甲高い音となる現象と混同されることがあるが、それに関してはハウリングまたは発振回路の項を参照すること。

## 概要
この音は、交流電源などの振幅によって発生する電磁波に由来し、商用電源に由来するものでは、日本では交流電源の周波数により、50ないし60ヘルツの低音として聞こえる。

### 語源
同語となっているhumは元々ミツバチが飛ぶ「ブンブン」という羽の音を指したが、機械類の立てるブンブンとうなる音も指し、これに関連して「景気良く活動している様子」を指す場合もある。

## 原理
空間中にある電磁波が導体と衝突した際に電流となって、先に挙げた音を出すための機器の回路内に電気的ノイズとして現れ、これがスピーカーに電気信号として流れることによって人の耳に聞こえる音となる。
より詳しく説明すると、交流電流が流れている電源線・変圧器等からは磁場の形でノイズが発生するわけだが、これが導体にあたることによってフレミングの右手の法則に従い電流が発生する。この磁場強度は交流電流であるため一定ではなく、（極めて短いサイクルだが）周期的に変化する。当然ながらそれに影響されて発生する電流の量も同じ周期性で変動し、その電流の周期的な強弱がスピーカーにてフレミングの左手の法則に従いスピーカーコイルの運動に変換・スピーカーから一定の音として聞こえることとなる。
家庭内におけるこれらの磁気的ノイズの発生源としては、電流の流れている電灯線はもちろんのこと、蛍光灯を利用する照明器具内に組み込まれた変圧トランスやACアダプターに内蔵された変圧トランス等が挙げられるが、このほかにも一定速度で動作中のモーターからも同じようなノイズが出ている。しかしこれは、モーターの回転速度にもよるため、一般的に認識され得るハム音とは音域などの面で異なる場合もある。
また磁気的ノイズではなく電波的ノイズによる場合は、無線機や放電を利用する機器（蛍光灯やネオンサインなど）から発生する電波が由来とされる。特に整流されていなかったり、整流がいいかげんな直流電流を利用した機器からは、周期的に変動する電波が発せられるが、これが他機器の回路上に、周期的に変動する電流となって現れることとなる。
程度によっては耳障りという程の音にはならないが、特に正確な再現性が求められるオーディオセットなどにおいては、視聴に際して気分や雰囲気を損なう場合も見られ、ノイズとして軽減することを追求する向きもある。（下記参照）
中には、機器設計上の不具合からこのハム音が出やすいアンプ内蔵スピーカーも見られるが、これはアンプ回路と電源回路間の絶縁やシールドの不具合から起きるとされ、特に小型音響機器でも質の低い製品にあっては、この問題を抱える不良品も見られる。ただ、どんな高価な音響機器でも「信号/ノイズ比（S/N比）」によって一定の品質を保っている部分もあるため、何も楽曲などを再生させていない状態で音量を上げた場合には、程度問題で聞こえてしまう。

## 防止策
ノイズ源の対策は、たとえば原因が磁気結合の場合はトランス等のノイズ源に対して珪素鋼板などで磁気シールドを施すなどがある。
機器側の対策としてはシールド線やツイスト線などのノイズ対策が施されたケーブルを必要な長さだけ使う、平衡回路を使って伝送中のノイズを打ち消すといったことがある。また、使用上の対策として電源ケーブルや映像信号ケーブルなどと音声ケーブルを至近距離で平行して敷設しない、音声とノイズ源のケーブルが交差せざるを得ない場合は、直角に交差させてその影響を少なくする、ノイズ源から音響機器を遠ざけるなどがある。
まれに電源にモーター由来の低周期的な電圧や電流の変動が現れる場合もあるが、これもハム音の原因として現れるケースもある。この場合には整流インバータとも呼ばれる電源補償を行う機器（交流無停電電源装置とも呼ばれる）を利用することで解消することが可能である。
またこれらハム音が常に一定の周波数であるため、フィルタ回路やイコライザで該当周波数の音だけを減衰させるといった対策もとられる。この場合、再生すべき音声・楽曲にその周波数が含まれている場合はそれらまで減衰してしまうため、再生品質に問題が出る場合がある。

## バズ音
バズ音（、英: buzz sound）は調波構造のみを持つ音である。
バズ音は基音とその倍音で構成される音、すなわち調波構造のみを持つ音であり、複合音の一種である。ハム音はバズ音の一種（= 基本周波数が 50Hz 近く、かつ、基音の振幅が倍音より著しく大きいバズ音）といえる。バズ音は特有の響きをもつ（⇒ #buzzy）。ブザーとも関連が深い。

### buzzy
buzzy（バジー）はバズ音にみられる音の響きである。
音声分析合成特にボコーダーの分野では、合成音声の品質の1つとして buzzy さ (buziness) が重視されている。